# Антрацен
Антраце́н (грец. ανθραξ — вугілля) C14H10 — органічна сполука з класу поліциклічних ароматичних вуглеводнів. Безбарвні кристали з фіолетовою флуоресценцією, t°пл=216,1 °C. Міститься в кам'яновугільному дьогті (0,3–0,5%).
Електронний спектр поглинання антрацену (розчин у гексані) має піки на 26700 см−1 (з коефіцієнтом екстинкції ε=8500), 39700 см−1 (ε=220000), 45200 см−1 (ε=11400), 53700 см−1 (ε=32000).
В техніці антрацен виділяють з важких фракцій кам'яновугільної смоли (антраценової олії), що киплять між 270 і 400 °C. Антрацен використовують у виробництві антрахінону. Радянські вчені М. О. Ільїнський, О. Є. Порай-Кошиць та інші дослідили донецьку кам'яновугільну смолу з метою використання антрацену.
Дієновий синтез антрацену здійснюється по реакції Дільса-Альдера: 